# Közönséges csuklyásbagoly

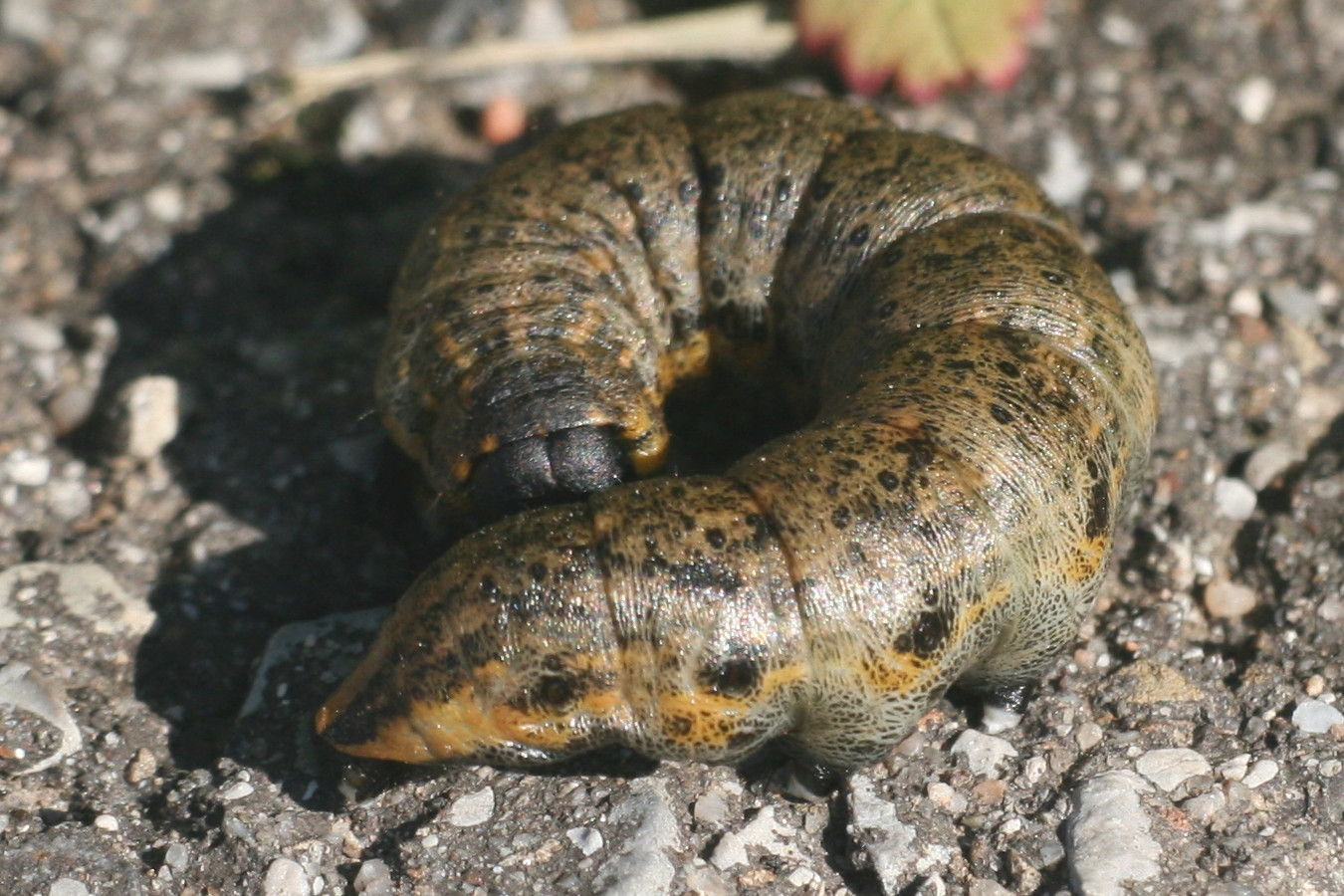
A lepke hernyója

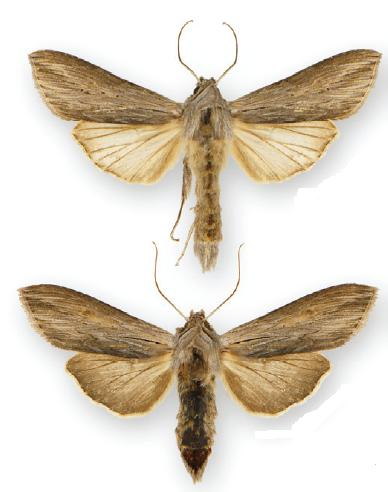
A nőstény alul, a hím felül

A közönséges csuklyásbagoly (Cucullia umbratica) a rovarok (Insecta) osztályának lepkék (Lepidoptera) rendjébe, ezen belül a bagolylepkefélék (Noctuidae) családjához tartozó faj.

## Elterjedése
Parlagi réteken, erdők szélén, kertekben, parkokban is gyakran előfordul egész Európa-szerte, kivéve a déli mediterrán területeket. Európán kívül Nyugat-Ázsiában és a Kaukázusban, Kelet-Szibériában, Turkesztánban és Mongóliában is elterjedt. Amerikába véletlenül hurcolták be, Magdalen Islands-ról terjedt el Északon (Kanada).

## Megjelenése
- lepke: szárnyfesztávolsága: 52–59 mm.  Az első szárnyak hamuszürkék, keskenyek és hosszúak, és a csúcsuk hegyes. Az első szárnyak külső széle szinte egyenesen futnak. A hímek hátsó szárnyai fehéres alapon sötéten erezettek, míg a nőstényeké barnásak.
- hernyó:  fekete és barna foltos, amellyel kiválóan álcázza magát.

## Életmódja
- nemzedék: egyetlen nemzedéke májustól augusztusig repül. Második generáció a kedvező éghajlati területeken lehet.
- hernyók tápnövényei: Sonchus arvensis, Hieracium villosum, Katángformák, Hypochocris radicata, gyermekláncfű (Taraxacum), Leontodon hispidus.

## Szinonimák
- Phalaena umbratica

## Fordítás
- Ez a szócikk részben vagy egészben  a   Schatten-Mönch című német Wikipédia-szócikk fordításán alapul.  Az eredeti cikk szerkesztőit annak laptörténete sorolja fel. Ez a jelzés csupán a megfogalmazás eredetét és a szerzői jogokat jelzi, nem szolgál a cikkben szereplő információk forrásmegjelöléseként.